# 친구의 초상
친구의 초상, 다른 이름으로 우인상(友人像)은 한국의 화가 구본웅의 1935년 회화 작품이다.
초상화의 주인공은 구본웅의 동네 친구이자 예술적 동지였던 일제강점기 시인 이상으로, 구본웅의 지인인 화가 이마동이 작품 속 주인공을 알아본 덕에 세상에 알려졌다.

## 상세
거친 야수파적인 표현이 두드러지는 작품으로, 극명한 명암 대비 속에 얼굴의 두 면이 한쪽은 밝과 한쪽은 어두운 양면성을 보이고 있다. 삐뚤어진 모자와 파이프는 냉소와 경멸의 기운이 서려 있다.
1935년 구본웅이 골동품상 우고당 (友古堂)을 운영하던 시절에 그려진 그림으로, 한국 전쟁 당시 폭격으로 몇 남지 않은 구본웅의 유작 중 한 점이다. 1972년 6월 국립현대미술관에서 열린 '한국근대미술 60년' 전에서 처음 선보였으며, 구본웅의 다른 작품 7점과 함께 국립현대미술관에 지금까지 소장되어 있다.
원래는 유족 측이 미술관에 매입을 타전했으나 구본웅 작가의 인지도 부족과 예산 미편성을 이유로 난색을 표했다. 유족들은 서울신문 기자 이구열에게 이상의 초상화 존재 소식을 알렸고, 건너들은 이어령 문학평론가가 구매하겠다고 연락했으나, 한국 근대미술사적으로 귀중한 작품으로서 미술관에 모셔야 한다는 이구열의 숙고 끝에 1972년 연말 국립현대미술관에서 매입하였다.
이어령은 자신이 초대 주간을 맡은 《문학사상》의 1972년 10월 창간호 표지로 이 그림을 사용하였으며, 이상을 그린 초상화로는 처음으로 공개되는 것으로서 파장을 일으키면서 당시로는 전례없는 3판까지 찍으며 12,000부가 팔려나갔다고 전한다.

## 같이 보기
- 구본웅
- 이상